# Yervant Tolayan
Yervant Tolayan (arménien : Երուանդ Թօլայեան), connu sous le nom de plume « Gavroche » (Կավռօշ), né en 1883 à Constantinople et mort en 1937 en Arménie soviétique, est un écrivain, journaliste et satiriste arménien.

## Biographie
Yervant Tolayan naît le 29 août 1883 (ou 1884), à Féridé, vraisemblablement dans le quartier de Péra (Beyoğlu en turc), à Constantinople. Il est le fils de Hovhannès Toloyan (Յովհաննէս Թօլայեան, 1856-1936), un journaliste arménien, ancien élève de la Congrégation des pères mékhitaristes de Venise, puis étudiant en médecine en Turquie, pour finir acteur de théâtre, journaliste et traducteur. Hovhannès Tolayan est ainsi rédacteur de Manzume-i Efkâr de 1884 à 1906, puis collabore au Mecmua-i Akhbar, deux quotidiens de Constantinople publiés en turc mais en caractère arménien.
Yervant Toloyan, quant à lui, fait ses études à Constantinople : il passe quelques années dans une école primaire arménienne, Sourp Krikor Loussavoritch (en arménien Սագըզաղաճի Լուսաւորիչ), puis fréquente le collège français Saint-Benoît (en arménien Սեն-Պընուա) de Galata.
Il s'engage très jeune dans une troupe théâtrale arménienne de la capitale ottomane, semble-t-il celle de Mardiros Mnaguian, et la passion du théâtre, surtout celle du théâtre burlesque, l'habite toute sa vie. Il participe même à une tournée théâtrale arménienne à Paris et à Londres vraisemblablement en 1910. Il joue des pièces en arménien mais aussi en turc car, selon lui, l'« art n'a pas de langage » (« Արուեստը լեզու չունի »).
Il est surtout connu pour être un journaliste satirique sous le nom de plume Gavroche écrivant dans divers journaux arméniens. Il fonde, avec Krikor Torossian et Aram Andonian (1875-1951), le journal satirique Gavroche, dont le premier numéro est publié le 31 juillet 1908. À partir de 1909, Yervant Toloyan publie pratiquement seul son journal avec la collaboration de divers journalistes-dessinateurs.

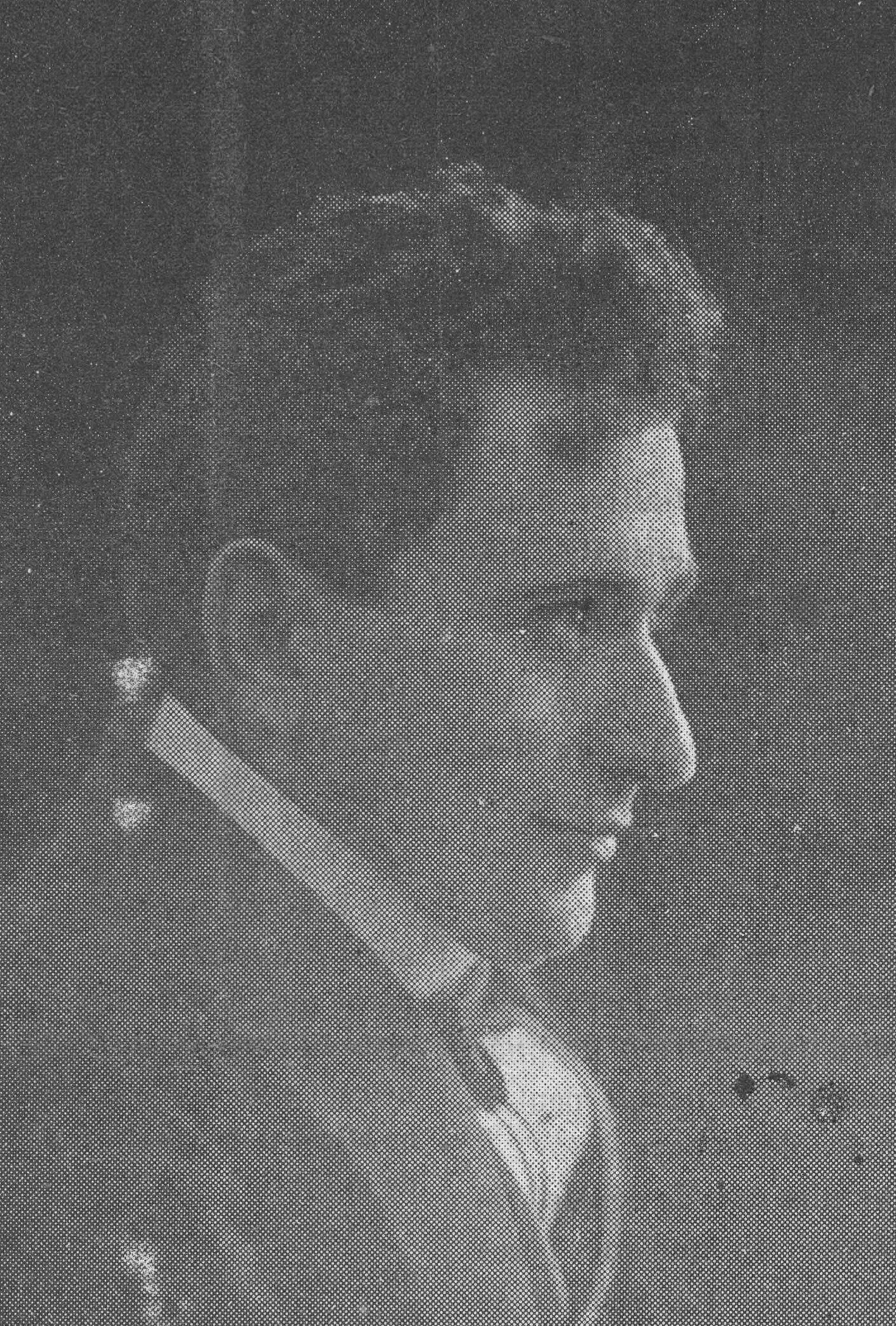
Une photographie (vers 1911) de Yervant Tolayan publiée dans Gavroche et La Patrie.

En 1915, il est déporté avec d'autres intellectuels arméniens dans le cadre du génocide arménien,, mais il survit.
Gavroche continue à paraître à Constantinople durant la Première Guerre mondiale, en dépit de plusieurs suspensions et, à partir de novembre 1918, son édition retrouve un cours normal.
Toutefois, les évènements politiques qui secouent le pays (guerre d'indépendance, instauration de la République de Turquie, durcissement du régime kémaliste) et l'extermination de la minorité arménienne lors du génocide arménien font que le journal décline progressivement jusqu'à ce que Yervant Toloyan décide de saborder son journal en 1925. Ainsi, seul un seul numéro est publié début novembre, et il faut attendre le 3 janvier 1926 pour que la publication reprenne.
Comme beaucoup d'Arméniens, notamment écrivains et intellectuels, Yervant Toloyan fuit la Turquie pour s'installer en France en décembre 1926. Il fait renaître Gavroche immédiatement à Paris. Dans le numéro du 5 décembre, il écrit ainsi : « En transférant mon Gavroche à Paris, où la généreuse hospitalité française a attiré un si grand nombre de nos intellectuels, je crois être conséquent avec moi-même, et je suis heureux de respirer cet air de Paris qui vivifie l'esprit et fortifie l'âme. Par ma publication je tâcherai de maintenir mes lecteurs dans l'amour ému et reconnaissant de ce pays, qui est devenu une seconde patrie pour un si grand nombre d'entre nous ».

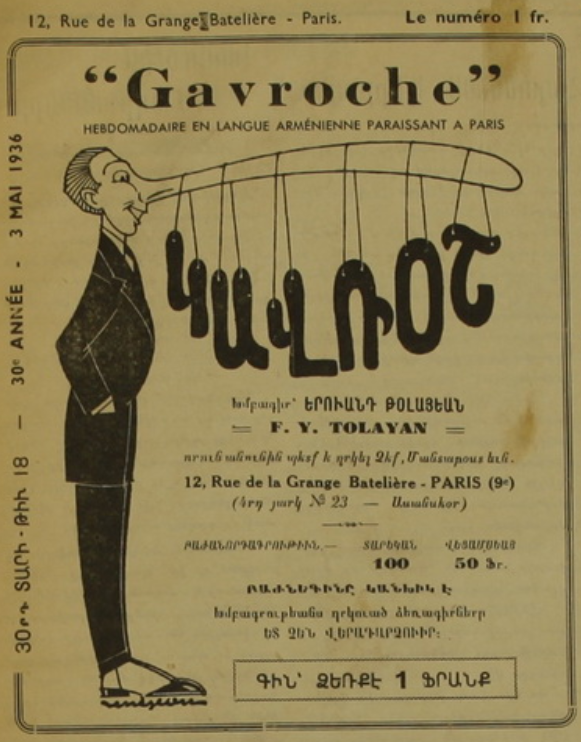
La manchette de Gavroche du 3 mai 1936.

Gavroche disparaît en 1936. Comme une large partie des réfugiés arméniens rescapés du génocide, Yervant Tolayan pense l'exil temporaire et, poussé par le mal du pays et les difficultés financières, il décide d'émigrer en Arménie soviétique. Il y écrit ses Mémoires. Quelques mois après son arrivée, il est arrêté et perd la vie en 1937 (peut-être le 18 septembre) dans des circonstances inconnues, victime des purges staliniennes.

## Œuvre
- (hy) Իտէալին ետեւէն : Երգիծավէպ Բերայի բարքերէն [« Derrière l'idéal : Roman satirique des mœurs de Pera »], Constantinople, Impr. Nechan Babiguian,‎ 1910, 217 p. (lire en ligne)
- (hy) Կավռօշ՝ զինուոր : Զինուորական յիշատակներ։ Խըշլայի կեանքէն [« Le soldat Gavroche : Mémoires d'un soldat (à propos de la vie de Khechla) »], Istanbul, Imp. V. et H. Der Nercessian,‎ 1910, 207 p.
- (hy) avec Raoul Ponchone (Ռաուլ Բօնշօն), Ոտանաւոր կաղանդչէքները ամէնուն [« Poésie, les étrennes pour tous »], Istanbul, O. Arzouman,‎ 1911, 47 p.
- (hy) Կավռօշին զատիկը [« Le Pâque de Gavroche »], Istanbul, Imp. Onnig Parseghian et fils,‎ 1919, 48 p.
- (hy) Մատս մէջն է կամ կռլ սկաուտ եւ կամ բարձրացի՝ր բարձրացո՝ւր : Զաւեշտ երեք գործողութեամբ : Պոլսական ազգային սկաուտական կեանքէ [« Mon doigt est dedans… (Farce en 3 actes). De la vie nationale scoute de Bolis »], Istanbul,‎ 1920, 68 p., réédité en 1921
- (hy) Լէպլէպիճի հօր հօր : Օբէրէթ 3 արար [« Hor-Hor le vendeur de pois chiches (opérette en 3 actes) »], Imp. M. Der Mahaguian,‎ 1923, 68 p.[2]

Date inconnue :
- (hy) Հաստ ու բարակ մէկ գին է [« Épais et mince pour le même prix »], Istanbul, Éditions Gavroche, 78 p.
- (hy) Համմե-շեքեր ծամե… : Խնդացեք եւ ուրախ լերուք [« Veuillez entrer en mastiquant du sucre… : Riez et soyez heureux »], Istanbul, Éditions Gavroche, 80 p.

Ses Mémoires sont publiés en arménien en 2019 :
- (hy) Yervant Tolayan, Կավռօշ-նամէ : Թատերա-խմբագրական յիշողութիւններ [« Gavroche humide : Souvenirs de théâtro-rédaction »], Aras Yayincilik,‎ 2019, 600 p. (ISBN 978-605-2100-37-0)[2]